# Insieme: 1992
«Insieme: 1992» (en español: "Juntos: 1992") es una canción compuesta, escrita e interpretada por Toto Cutugno que ganó el Festival de la Canción de Eurovisión 1990 representando a Italia.
En el festival celebrado en Zagreb, en la entonces Yugoslavia, la canción fue interpretada en 19º lugar de 22 canciones. Al final de la votación había recibido 149 puntos, siendo declarada ganadora. Fue la segunda victoria del país en el festival.
La canción es una balada-himno en el que Cutugno canta en pos de la unificación de los diversos países de Europa. El "1992" del título hace referencia al año en el que se firmaría el Tratado de la Unión Europea.

## Listas y certificaciones
| Lista (1990) | Mejor posición |
| ------------ | -------------- |
| Austria      | 3              |
| Países Bajos | 15             |
| Francia      | 9              |
| Alemania     | 13             |
| Suiza        | 2              |

| Lista (1990) | Posición |
| ------------ | -------- |
| Suiza        | 14       |

| País    | Certificación  |
| ------- | -------------- |
| Francia | disco de plata |